# Hampi

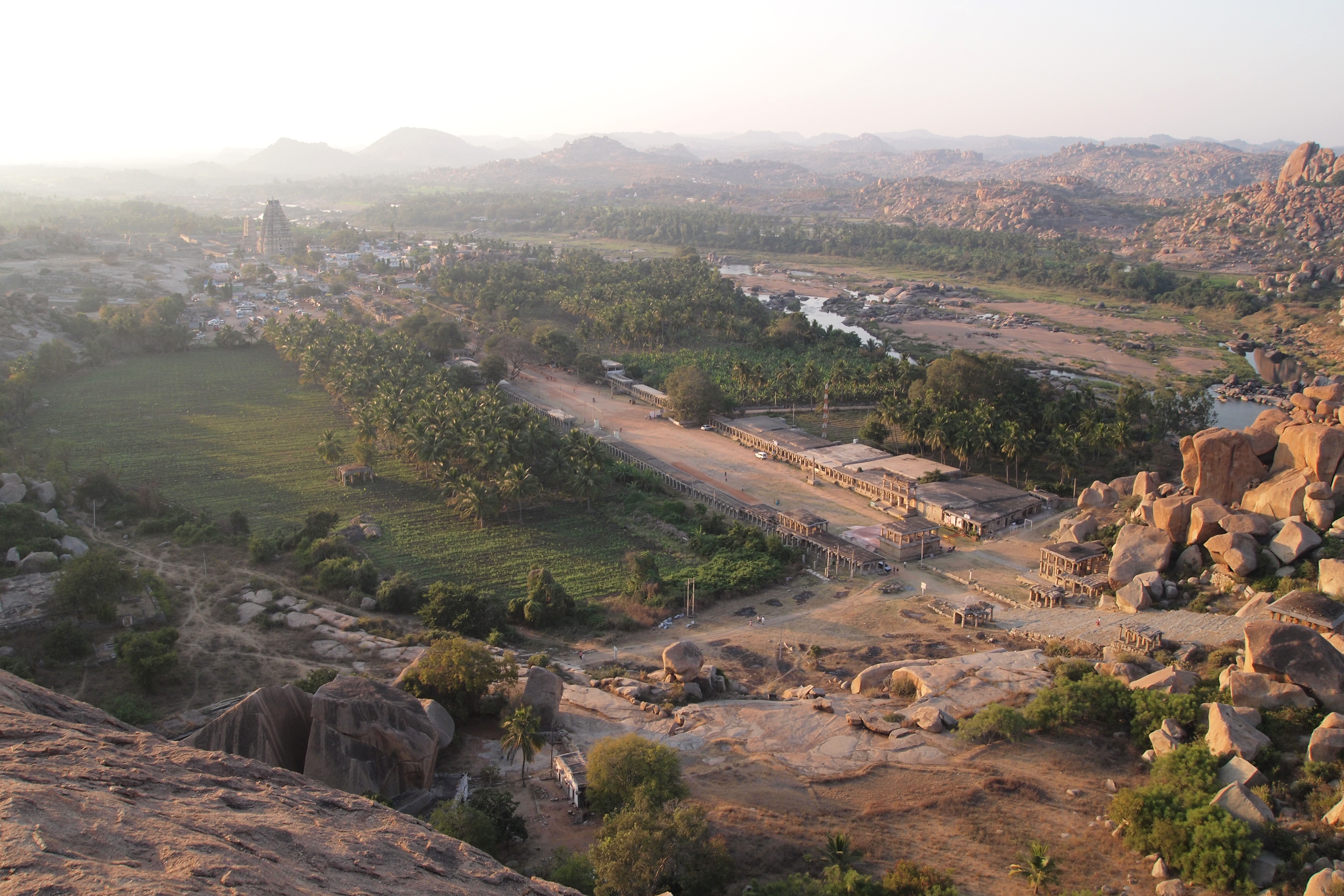
Hampi

Hampi (kannada, ಹಂಪೆ hampe) és un petit poble agrícola de l'estat de Karnataka a l'Índia, situat dins les ruïnes de Vijayanagar, l'antiga capital de l'imperi del mateix nom. La població és anterior a Vijayanagar. No ha de ser confós amb les ruïnes de Vijayanagar, al mig de les quals està situat, i que són Patrimoni de la Humanitat amb el nom de "grup de monuments a Hampi. Cobreix una superfície de 23 km² incloent-hi Kamalapur (al sud) i Anagundi, part que fou capital després del 1565. El seu nom deriva de Pampa, antic nom del riu Tungabhadra, del qual es troba a la riba sud. Hampi és la versió anglesa del nom kannada Hampe (derivat, al seu torn, de Pampa). Se l'anomena també com a Vijayanagar-Virupakshapura (de Virupaksha, el patró dels sobirans de Vijayanagar. La població tenia uns 700 habitants al final del segle xix i, actualment, és una mica més gran a causa del turisme.

## Història
En el Ramayana, s'esmenta Kishkindha, que ha estat identificada amb Hampi, però els primers establiments històrics corresponen al segle i. Fou fundada a la caiguda de la dinastia ballala, vers 1336, pels germans Bukka i Harihara, els descendents dels quals van ser influents en la població almenys fins a la Batalla de Talikot, el 1565, i després encara a Anagundi, Vellore i Chandragiri per un altre segle fins a ser sotmesos per Golconda. Fou part del conjunt de Vijayanagar, quan aquesta fou la capital de l'imperi del mateix nom del 1336 al 1565; després fou destruïda pels soldans musulmans del Dècan (Golconda i Bijapur). Té gran importància arquitectònica i històrica, amb nombrosos monuments i temples, i darrerament s'han fet excavacions a la zona per trobar encara més restes.

## Llocs interessants a la rodalia
- Temple Virupaksha o Pampapathi
- Temple Achyutaraya
- Temple Tiruvengalanatha
- Akka Tangi Gudda
- Anegondi
- Turó d'Anjeyanadri
- Aqüeductes i canals
- Museu arqueològic a Kamalapura
- Badava Linga
- Temple Chandramauleshwar
- Balança reial
- Temple soterrani
- Ri Tungabhadra
- Temple Uddana Veerabhadra
- Ugra Narasimha
- Temple Virupaksha
- Temple Vittala
- Yeduru Basavanna
- Temple Yentrodharaka Anjaneya
- Recinte Zenana
- Virupapura

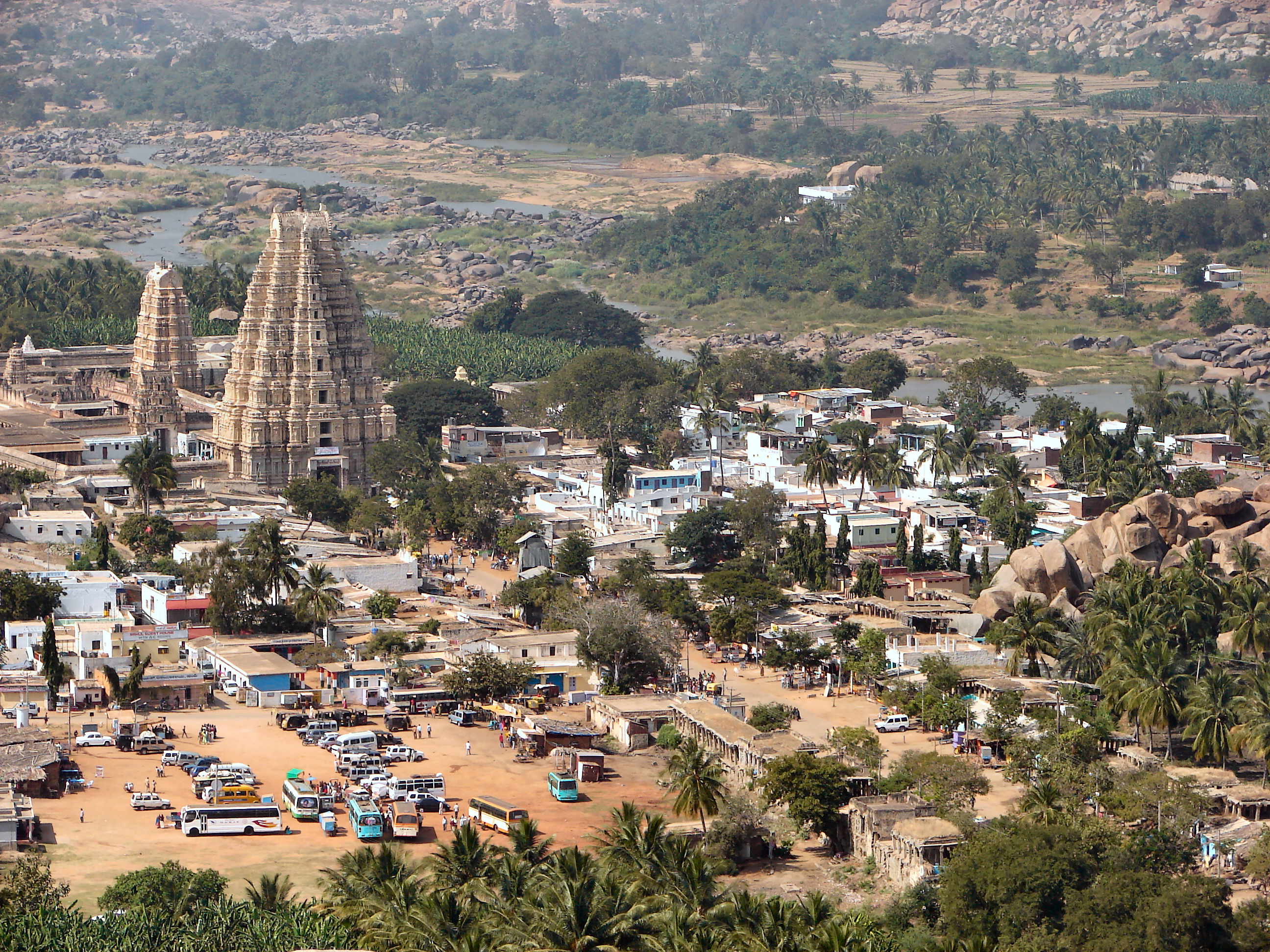
Hampi.

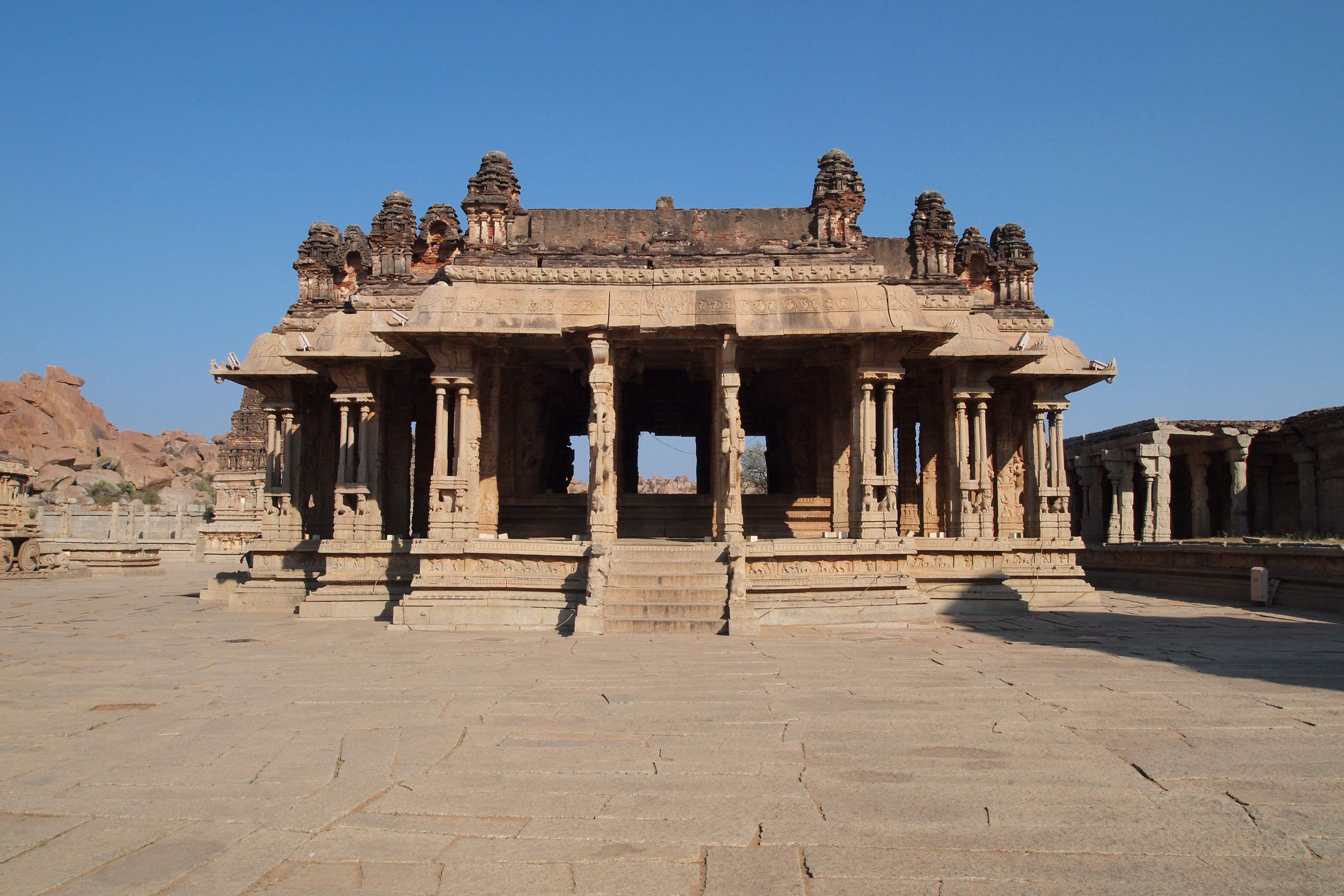
Temple Vitthala.

- Palau Madhavan amb més d'un milió de pilars
- Sasivekalu Ganesha
- Estable d'Elefants
- Temple del Lotus

## Articles
- Magnificent Hampi Arxivat 2009-05-31 a Wayback Machine..
- Hampi : Every stone has a story to tell. Arxivat 2012-12-02 at Archive.is
- Hampi, and the Saga of the Stones.